# مارتین پاندو
مارتین پاندو (انگلیسی: Martín Pando؛ (زادهٔ ۲۶ دسامبر ۱۹۳۴ – درگذشتهٔ ۷ مهٔ ۲۰۲۱) بازیکن فوتبال اهل آرژانتین بود.
از باشگاه‌هایی که در آن بازی کرده‌ بود می‌توان به ریور پلاته، آرژانتینوس جونیورز و لانوس اشاره کرد.
وی همچنین در تیم ملی فوتبال آرژانتین بازی کرده بود.